# Ambiente (Hörfunksendung)
Ambiente – Von der Kunst des Reisens ist der Titel eines Reisemagazins des österreichischen ORF-Radioprogramms Ö1. Die wöchentlich ausgestrahlte Hörfunk-Sendereihe wurde 1987 gegründet und gehört seitdem zum regelmäßigen Programm von Ö1. Die Sendereihe besteht aus Reiseberichten in Form von Features, jede Einzelfolge dauert 55 Minuten. Die feuilletonistisch gestalteten Reiseberichte werden jeweils mit Musik aus den bereisten Gegenden ergänzt.
Ambiente wird seit Reihenbeginn im November 1987 einmal wöchentlich sonntags um 10:05 Uhr gesendet und – seit einer zum 1. Januar 2010 eingetretenen Änderung des Programmschemas – zusätzlich in der Folgewoche dienstags um 16:00 Uhr wiederholt.
Mitbegründerin des Reisemagazins war die Ö1-Kulturredakteurin Ursula Burkert, die seit 1991 verantwortliche Aufnahmeleiterin („Producerin“) des Magazins ist. Sprecher der Sendereihe war Toni Böhm, seit 2006 der österreichische Schauspieler Helmut Berger und derzeit Philip Scheiner.
Ambiente ist gleichzeitig „akustischer Reisebegleiter“ zu den Ö1 Studien- und Kulturreisen, die von Ö1-Redakteuren konzipiert und begleitet werden. Einzelne Magazinsendungen wurden von anderen Rundfunkanstalten übernommen; so wurde beispielsweise das 2009 gesendete China-Reisefeature von Christina Höfferer, Dickbauchbuddha sucht Seelenzuflucht am herbeigeflogenen Gipfel. Stationen einer Reise durch das Land der Mitte, vom deutschsprachigen Programm des italienischen Radiosenders Rai Sender Bozen im November 2010 wieder ausgestrahlt. In den Medien wurde und wird regelmäßig über einzelne Sendungen des Reisemagazins berichtet.